# Грейбл, Бетти
Элизабет Рут «Бетти» Грейбл (англ. Elizabeth Ruth "Betty" Grable; 18 декабря 1916[…], Сент-Луис, Миссури — 2 июля 1973[…], Санта-Моника, США) — американская актриса, танцовщица и певица. Её 42 фильма, вышедшие в течение 1930—1940 годов, собрали более 100 миллионов долларов, она установила кассовый рекорд, становясь 12 лет подряд самой кассовой знаменитостью. Министерство финансов США в 1946 и 1947 году называло её самой высокооплачиваемой американской женщиной. В течение своей карьеры она заработала более чем 3 миллиона долларов.

## Ранние годы и образование

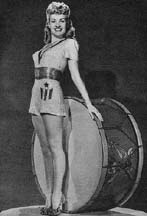
Бетти Грейбл в журнале YANK, 25 июня 1943 года.

Элизабет Рут Грейбл родилась 18 декабря 1916 года в Сент-Луисе, штат Миссури. Она была младшей из трёх детей в семье Лилиан Роуз (урождённая Хофманн; 1889—1964) и Джона Чарльза Грейбла (1883—1954), биржевого брокера. У неё были голландские, английские, немецкие и ирландские корни. Стать исполнительницей маленькую Бетти воодушевила её мать — сильная и настойчивая женщина, любящая своих детей. С её помощью она принимала участие в многочисленных конкурсах красоты, многие из которых она выигрывала, а в некоторых добивалась значительного внимания со стороны жюри и зрителей.
Грейбл начала свою карьеру в кино в 1929 году в возрасте 12 лет, но контракт с ней расторгли, когда выяснилось, что она пользовалась фальшивыми документами, подписывая договор. У неё были контракты с такими студиями как RKO и Paramount Pictures, в 1930-х годах она снималась в фильмах категории B, играя в основном студенток из колледжа. Грейбл стала известна, снявшись в бродвейском мюзикле «ДюБарри была дамой» (1939), после чего она привлекла внимание студии 20th Century Fox.
Грейбл заменила Элис Фэй в фильме «Даже по-аргентински» (1940), этот фильм стал её первой крупной голливудской работой, после чего она на протяжении нескольких лет стала звездой студии «Fox». В течение десятилетия студия использовала Грейбл в цветных музыкальных фильмах, эти фильмы были невероятно популярны, главные роли в них играли ведущие актёры, такие как Виктор Мэтьюр, Дон Амичи, Джон Пейн и Тайрон Пауэр. В 1943 году она была актрисой номер один в мире по кассовым сборам, а в 1947 году стала самой высокооплачиваемой актрисой в Соединённых Штатах. Два её самых успешных фильма были мюзикл «Мама была в трико» (1947) и комедия «Как выйти замуж за миллионера» (1953), ставшая одним из последних её фильмов. Грейбл покинула кино в 1955 году, после того как истек срок её контракта с Fox, но после этого она продолжила выступать на сцене и сниматься на телевидении.
На протяжении всей своей карьеры Грейбл была известным секс-символом. Её знаменитое фото в купальном костюме сделало её самой популярной пин-ап девушкой в годы Второй мировой войны, тем самым она превзошла знаменитую Риту Хейворт. Позднее этот снимок был включён журналом Life в список «100 фотографий, которые изменили мир». Специалисты чулочно-носочных изделий того времени часто отмечали её идеальные пропорции ног: бёдра 18,5 дюймов (47 см.), голень 12 дюймов (30 см.) и лодыжки 7,5 дюймов (19 см.). Её ноги были застрахованы британской компанией Lloyd’s of London на 1 000 000 долларов. Как говорила сама Грейбл: «У моего успеха есть две причины, и я стою на обеих».

## Карьера

### 1929—1939: Начало карьеры

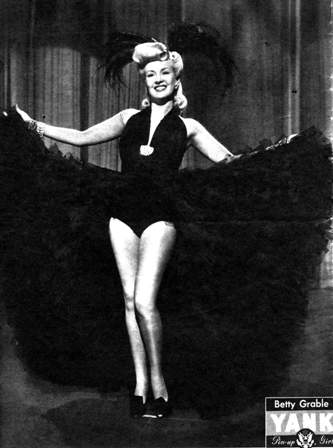
Бетти Грейбл в 1943 году.

12-летняя Грейбл и её мать отправились в Голливуд в 1929 году, после печально известного краха фондового рынка, в надежде достичь славы. Чтобы получить работу для дочери, Лилиан Грейбл солгала о её истинном возрасте, утверждая продюсерам и агентам кастинга, что ей 15 лет. В том же году она дебютировала как певица в хоре, в фильме «Счастливые дни» (1929), где даже не была указана в титрах. Но в итоге это привело к подобным ролям в фильмах «Идём по местам» (1930) и «Новые безумства Movietone 1930 года» (1930).

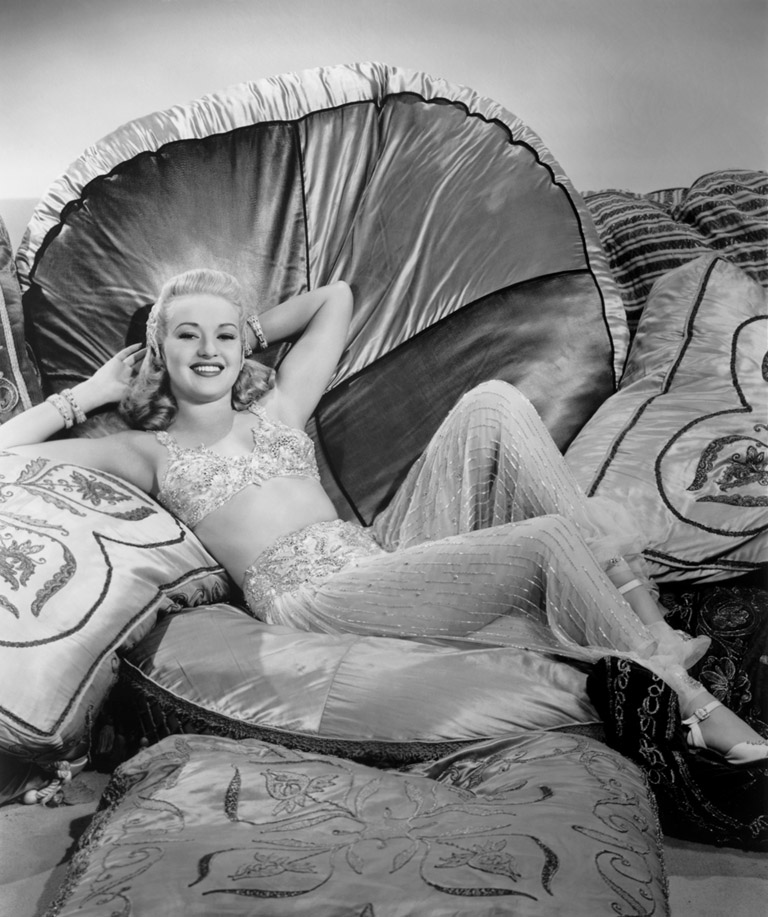
Грейбл в фильме «Тин Пэн Элли» (1940)

В возрасте 13 лет Грейбл (под псевдонимом Фрэнсис Дин) подписала контракт с продюсером Сэмюэлем Голдвином, став тем самым одной из «Девочек Голдвина», вместе с Энн Сотерн, Вирджинией Брюс и Полетт Годдар. Как танцовщица ансамбля, группы привлекательных и молодых хористок, появлялась в серии мелких эпизодов во многих фильмах, среди них мега-хит «Вупи!» (1930), главную роль в котором исполнил Эдди Кантор. Несмотря на то, что она не получила никакого вознаграждения за свои заслуги, она возглавила открытие музыкального фильма «Ковбои».
В 1939 году она подписала контракт с «RKO Pictures», и её определили на обучение актёрскому ремеслу, а также пению и танцам в студийной драматической школе. Её первым фильмом на студии стала картина «Стажировка» (1932), где 14-летняя Грейбл сыграла свою первую значительную роль на экране. В течение следующих лет она снова играла эпизодические роли в фильмах, где даже её не указывали в титрах. Но многие из этих картин стали всемирно успешными, такие как фильм «Кавалькада» (1933), снятый по одноимённой пьесе. Далее последовали более крупные роли в фильмах «Весёлая разведённая» (1934) и «Следуя за флотом» (1936), где главные роли исполнила популярная в то время танцевальная пара Джинджер Роджерс и Фред Астер.
После её недолгого пребывания на «RKO», Грейбл подписала контракт с «Paramount Pictures», который одолжил её студии 20th Century Fox для съёмок в подростковой комедии «Кожаный парад» (1936). Студия пыталась представить её своей основной киноаудитории, но все её выступления были упущены из внимания зрителей и кинокритиков в пользу новоприбывшей Джуди Гарленд. Когда она вернулась в «Paramount», начался новый этап её карьеры. Студия начала снимать её в серии студенческих фильмов, в которых она часто играла наивных студенток. Среди этих фильмов были малоизвестные «Этот путь, пожалуйста» (1937) и «Школа свинга» (1938). Хотя её роли в этих фильмах были яркими, но все они заключались в типичных наивных, глупых и не очень популярных студентках.
В 1939 году она снялась вместе с Джеки Куганом, который тогда ещё был её мужем, в малобюджетной комедии «Ножки за миллион долларов», откуда и было взято знаменитое прозвище Грейбл. Когда фильм не стал хитом, на который рассчитывал «Paramount», студия расторгла с ней контракт, и Грейбл готовилась покинуть Голливуд для более спокойной жизни. Однако передумала и решила испытать свои силы на Бродвее, она приняла приглашение Бадди ДеСилвы сыграть роль в её мюзикле «ДюБарри была дамой», главные роли в котором исполнили Этель Мерман и Берт Лар. Спектакль мгновенно стал успешным среди зрителей и критиков, а к Грейбл прикрепилось клеймо новой звезды.

### 1940—1949: Звезда в «Fox»

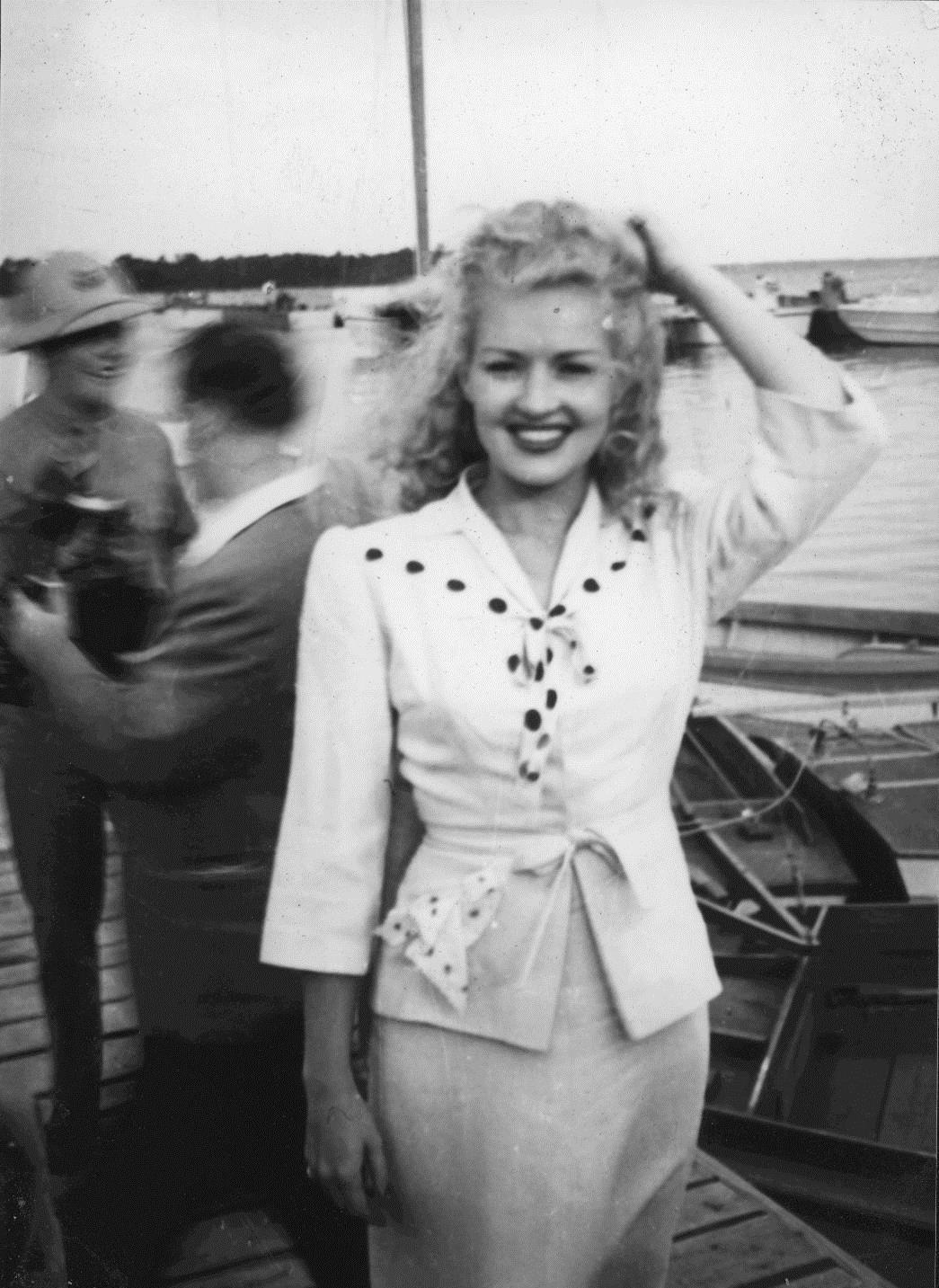
Грейбл посещает морских пехотинцев в Нью-Ривер, 1942 год.

В интервью 1940 года Грейбл заявила, что она «больна и устала от шоу-бизнеса», и что рассматривает возможность выхода на пенсию. Вскоре после этого её пригласили на гастроли. Это предложение она приняла с готовностью. Тур привлёк к ней внимание Дэррила Ф. Занука, возглавлявшего тогда 20th Century Fox, который предложил ей долгосрочный контракт. «Если это не удача, то я не знаю, как вы это назовёте», — сказала Грейбл в своём первом интервью после подписания контракта. Занук, который был впечатлён игрой Грейбл в «ДюБарри была дамой», в разгар кастинга утвердил её на главную женскую роль в мюзикле «Даже по-аргентински» (1940). Изначально на эту роль была назначена Элис Фэй — действующая музыкальная звезда Fox, но ей пришлось отказаться от роли из-за неизвестной болезни. Посмотрев пробы Грейбл, Занук сразу определил её в качестве замены Фэй в фильме. Мюзикл был снят в роскошном техниколоре, где также снимались Дон Амичи и Кармен Миранда. А одноимённая песня из фильма, в исполнении Грейбл и Амичи, считалась изюминкой фильма.
«Даже по-аргентински» был положительно оценён критиками и на момент выхода фильма собрал хорошую кассу. После чего многие критики провозгласили, что Грейбл может стать преемницей Элис Фэй, успех фильма привёл Грэйбл на кастинг фильма «Тин Пэн Элли» (1940). Где Грейбл и Фэй играли роли двух сестёр. За свою игру обе актрисы получили благоприятные отзывы, и фильм окупил все финансовые вложения. На протяжении многих лет ходили слухи, что во время съёмок между актрисами присутствовало некоторое соперничество, но это было абсолютной неправдой — обе актрисы отрицали все обвинения о вражде и каждая из них часто выражала своё восхищение другой. Обе девушки оставались подругами до самой смерти Грейбл. После «Тин Пэн Элли», Грейбл снова воссоединилась с Амичи в мюзикле «Луна над Майами», где также снялась актриса Кэрол Лэндис.
В 1941 году «Fox» пытался разнообразить актёрский диапазон ролей и расширить зрительскую аудиторию Грейбл, дав ей роли в более серьёзных фильмах, чем она снималась ранее. Первый фильм «Янки в королевских ВВС» (1941), выпущенный в сентябре, где в главной роли снимался сердцеед Тайрон Пауэр. Грейбл играла роль Кэрол Браун, девушки, которая днём работает в Женских Вспомогательных Военно-Воздушных Силах, а ночью подрабатывает певицей в ночном клубе. Фильм вышел по аналогии с другими фильмами той эпохи, но не считался пропагандой студии. На момент выхода фильм получил положительные отзывы, а многие критики выделили очевидную химию на экране между Грейбл и Пауэром. Успешным фильм оказался и по кассовым сборам, став четвёртым по популярности фильмом того года.
Второй фильм — «Ночной кошмар» (1941), выпущенный в ноябре, в котором Грейбл играла главную роль Джил Линн, чья сестра-модель была убита. Он стал второй картиной в который снова вместе снялись Грейбл и Кэрол Лэндис, также в фильме снимался актёр Виктор Мэтьюр, а режиссёром фильма был Х. Брюс Хамберстоун. Фильм стал традиционным чёрно-белым фильмом в стиле нуар, содержащим в себе сочетание интриги и романтики. Эффектность Грейл была одобрена большинством критиков, а в прокате картина была так же финансово успешна.

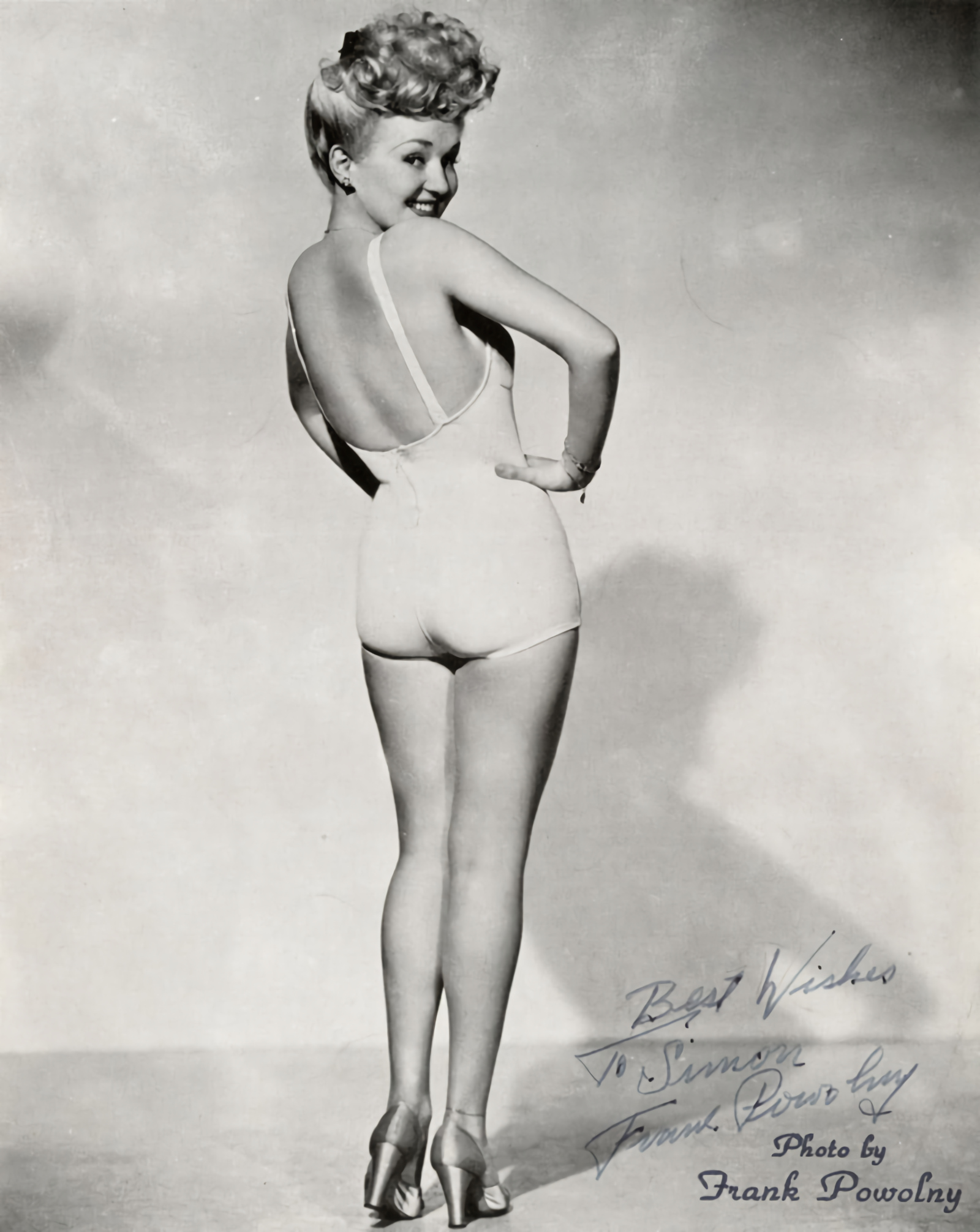
Знаменитое пин-ап фото Грейбл, 1943 год.

Популярность Грейбл стала расти, когда она снялась в «Песнь островов» (1942), главную роль в котором исполнил Джек Оуки. Успех фильма привел её к повторному воссоединению с Мэтьюр в фильме «Серенада рампы» (1942), где она сыграла гламурную звезду Бродвея, в главной роли в фильме блистал актёр Джон Пейн. Затем «Fox» начал работу над рассказом Филипа Вайли «Второй медовый месяц» (англ. Second Honeymoon), сценарий фильма как раз подходил для талантов Грейбл. В результате чего получился фильм «Весна в скалистых горах» (1942), где также снимались Джон Пейн, Сизар Ромеро, Кармен Миранда и её будущий муж — дирижёр Гарри Джеймс, режиссёром фильма был Ирвинг Каммингс. Фильм стал хитом и крупнейшим успехом Грейбл на сегодняшний день, собрав в прокате более 2 миллионов долларов. Успех фильма привёл к тому, что студия повысила ей гонорар и предложила более широкий выбор ролей.
Американские экспоненты кино по кассовым сборам поставили Грейбл на первое место. Она превзошла в популярности Боба Хоупа, Гэри Купера, Грир Гарсон, Хамфри Богарта и Кларка Гейбла. Следующий фильм Грейбл «Кони-Айленд», вышедший в июне 1943 года, был мюзиклом снятый в техниколоре 90-х годов, где главную мужскую роль играл Джордж Монтгомери. Фильм собрал более 3,5 миллионов долларов в прокате и был хорошо принят критиками. Её следующий фильм, «Милая Рози О’Грэйди» (1943), был так же успешен по сборам, но прохладно принят критиками. В 1943 году она сотрудничала в фотографом Френком Повольни для очередной студийной фотосессии. Во время съёмок она сделала несколько фотографий в обтягивающем сплошном купальнике. Широко известна стала одна фотография, где она стоит спиной к камере, и игриво улыбается, глядя через правое плечо. Фотография была выпущена в качестве плаката, и была популярна среди солдат американской армии. Фото разошлось миллионными тиражами и, в конечном счёте, по популярности превзошло фотографию Риты Хейворт в 1941 году.

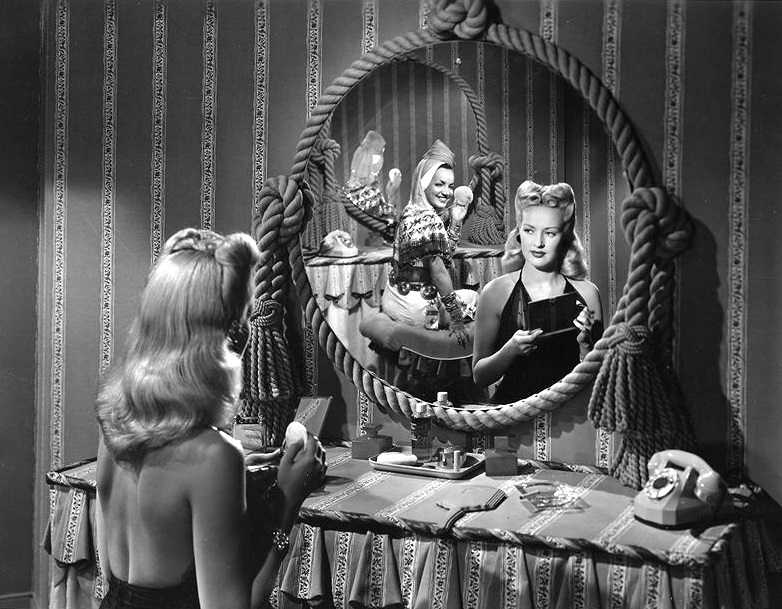
Грейбл и Кармен Миранда в фильме «Весна в скалистых горах» (1942).

Успех Грейбл как пин-ап модели способствовал её карьере в качестве главной кинозвезды. По мере того, как росла её популярность, руководитель Fox Дэррил Ф. Занук, выражал интерес к расширению спектра её ролей. Занук несколько раз пытался дать ей роли в фильмах, которые бросали вызов её актёрским способностям, но сама Грейбл неохотно относилась к этому. Она чувствовала себя неуверенной в своём таланте, из-за чего у неё не было желания соглашаться на роли, которые, по её мнению, слишком много требовали от неё. На протяжении всей своей карьеры она была очень осторожной и часто беспокоилась, что, играя главную роль с известным мужчиной, они могут растратить свой успех. Она предпочитала сниматься в ярких и ритмичных мюзиклах, многие из которых были из стандартных сюжетов: знакомство юноши и девушки. Но на самом деле многие из её фильмов были утончёнными и, когда дело доходило до истории сюжета, они были сильны энергией, особенно во время музыкальных и хореографических номеров. Несмотря на отсутствие качества, фильмы Грейбл были очень популярны и «Fox» регулярно направлял прибыль, полученную от её фильмов, в свои более престижные проекты.

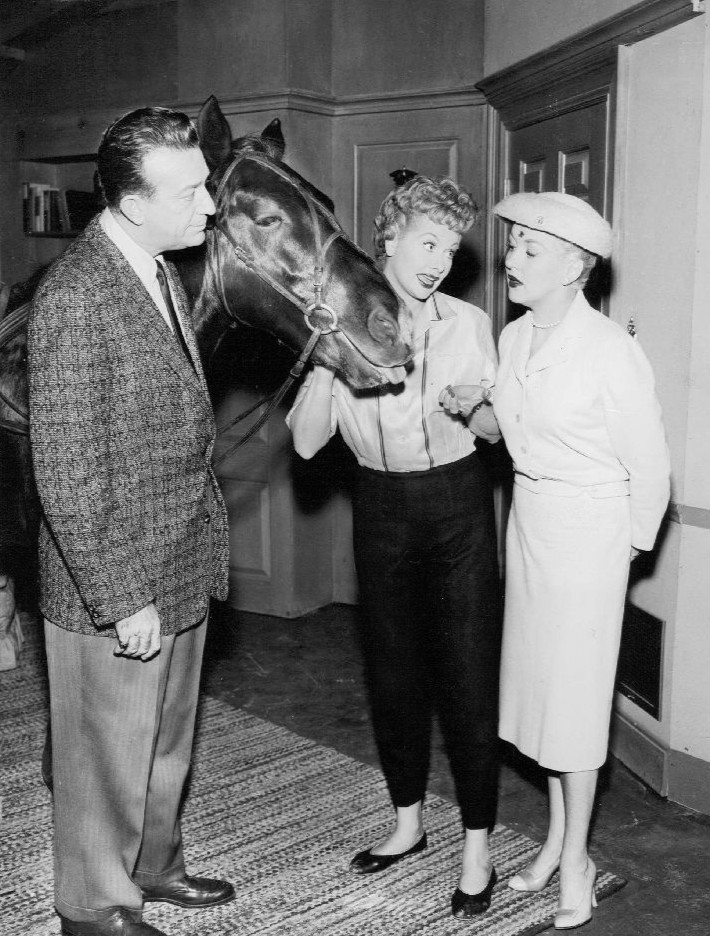
Гарри Джеймс, Люсиль Болл и Бетти Грейбл в 1958 году. На фото также представлена скаковая лошадь Тони.

Занук уступил просьбам Грейбл не вмешиваться в её собственную формулу успеха на экране. В результате чего, специально для неё студия сняла фильм под названием «Девушка с обложки» (1944). Грейбл исполнила роль хозяйки столовой в USO, который организует досуг военнослужащих. Во многих сценах мюзикл использовал знаменитую пин-ап фотографию Грейбл, что ещё больше увеличило её продажи. Многие из сцен позже пришлось переснять, чтобы скрыть беременность Грейбл. В фильме также снимались комедианты Марта Рей и Джо Э. Браун. Лента была выпущена в апреле 1944 года и собрала приличную кассу, однако критики не очень хорошо восприняли фильм. Журнал «Variety» сказал, что фильм «не претендует на ультра-реализм», но отметил, что фильм «очень приятный и радует». После перерыва, чтобы родить дочь в спокойной обстановке, Грейбл вернулась в «Fox», чтобы сыграть главную роль в фильме Билли Роуза «Алмазная подкова» (1945), где также снимались Дик Хеймс и Фил Сильверс. Хоть фильм и собрал в прокате более 3 миллионов долларов, он не смог окупить себя из-за высоких производственных затрат. В следующем фильме «Сестрички Долли» (1945) её поставили в пару с начинающей актрисой «Fox» Джун Хэвер, которая в фильме предстала в качестве преемницы Грейбл. Хотя пресса намекала, что между актрисами присутствовало некое напряжение из-за соперничества, обе это отрицали, утверждая, что они хорошие подруги. Фильм собрал в прокате более 4 миллионов долларов, и стал вторым самым прибыльным фильмом Fox после «Бог ей судья» (1940).

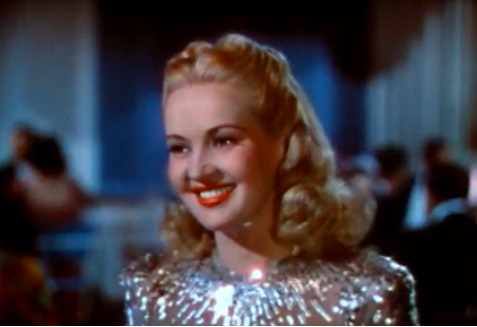
Кадр из фильма «Даже по-аргентински» (1940)

После пяти лет постоянной работы, Грейбл был разрешён длительный отпуск. Однако она ненадолго вернулась к съёмкам, чтобы сняться в эпизодической роли поклонницы персонажа Гарри Джеймса в фильме «Ты любишь меня» (1946). Грейбл неохотно продолжала свою карьеру в кино, но студия «Fox» отчаянно нуждалась в её возвращении. Без фильмов Грейбл, которые приносили большую прибыль, студия изо всех сил пыталась остаться на плаву. «Скандальная мисс Пилгрим» (1947), стал первым фильмом после её возвращения, она исполнила роль Синтии Пилгрим, которая освоила профессию машинистки в течение года обучения в бизнес-колледже «Packard». Хотя критики признали, что фильм «мгновенно достиг успеха», они отметили, что музыка в фильме была похожа на «липкую зубную пасту, выжатую из тюбика». Фильм также отметился незначительной продажей билетов, и «Fox» не смог окупить свои финансовые вложения. Затем Грйбл снялась в фильме Уолтера Лэнга «Мама была в трико» (1947), где главную роль исполнил актёр Дэн Дэйли. В фильме рассказали историю двух стареющих звёзд водевиля, которые оглядываются назад на свои лучшие годы через серию воспоминаний. Фильм добился признания среди критиков и стал кассовым хитом, заработав около 5 миллионов долларов.

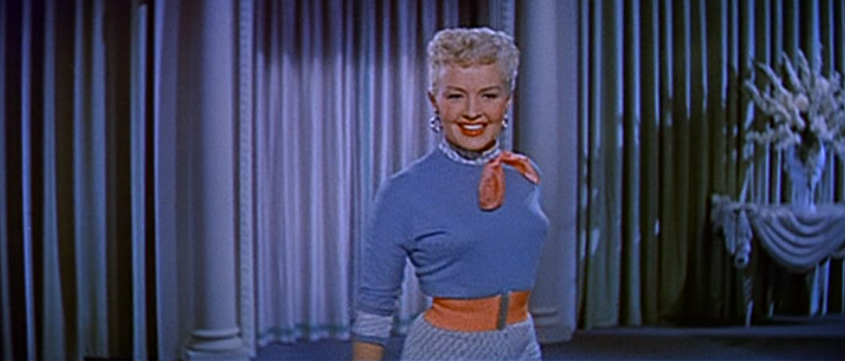
Грейбл в фильме «Как выйти замуж за миллионера» (1953).

В 1948 году она снялась в фильме «Эта дама в горностае», в роли правительницы города Бергамо, на роль которой ранее претендовали Джанет МакДональд и Джин Тирни. Главную мужскую роль в фильме исполнил Дуглас Фэрбенкс-младший, а режиссёром изначально был назначен Эрнст Любич, но после его смерти в самой ранней стадии съёмок его заменил Отто Премингер. Широко обсуждалось, что Грейбл часто ссорилась с Фэрбенксом и Премингером и что она уже почти покинула проект, но в итоге вернулась вопреки советам своего агента. Когда фильм наконец вышел, он получил смешанные отзывы, его называли «ярким и соблазнительным примером бессмыслицы» и он не принёс того дохода, который ожидала студия. Сразу после этого Грейбл, совместно с Дэном Дэйли, приступила к съёмкам следующего фильма — «Когда моя крошка улыбается мне» (1948), который стал блокбастером, закрепив за Грейбл и Дэйли статус самого «кассового» дуэта. Завершая десятилетие, она снялась в фильме «Прекрасная блондинка из Бэшфул-Бенд» (1949), в котором неравномерно смешались музыкальные номера с клише вестернов. Несмотря на звёздный состав — Грейбл, Сизар Ромеро и Руди Валле, фильм был разгромлен критиками. Но вопреки распространённому мнению кассовые сборы были успешными.

### 1950—1955: Спад и последние годы
Мэрилин Монро, Бетти Грейбл и Лорен Бэколл в фильме «Как выйти замуж за миллионера»
Начиная с 1942 года, Грейбл ежегодно включали в список «Топ 10 самых кассовых знаменитостей». Первое место, в этом опросе она заняла в 1943 году, второе место в 1947 и 1948 годах, в 1949 году она опустилась со второго на седьмое место, но всё ещё находилась в первой десятке. «Fox» беспокоился о том, что Грейбл постепенно будут воспринимать как актрису из прошлого, поэтому Занук решил выпустить фильм «Уобаш авеню» (1950). Линия сюжета почти в точности повторяет ранний хит Грейбл «Кони-Айленд» 1943 года. Но, несмотря на сходство, новые песни, танцы и современная хореография модернизировали фильм. «Уобаш авеню» был выпущен в мае, став кассовым хитом. Её следующий фильм «Мой голубой рай», выпущенный в декабре 1950 года, где снимался и Дон Дэйли, был также успешен в финансовом плане. В 1950 году Грейбл восстановила свой статус самой популярной и кассовой актрисы и заняла четвёртое место сразу после Джона Уэйна, Боба Хоупа и Бинга Кросби.
Хотя к началу 1950-х годов Грейбл искала оригинальность в сценариях, которые ей предлагали, ей не повезло найти фильмы, в которых у неё было желание сниматься. Она неохотно согласилась сняться в «Зовите меня „Мистер“» (1951) с Дэном Дэйли — блёклым музыкальным ремейком «Янки в королевских ВВС» (1941). Успехи этого фильма были скромными, и сразу после него последовал фильм «Встретимся после шоу» (1951), где также снимались известные Макдональд Кэри, Рори Кэлхун и Эдди Альберт. Фильм получил положительные отзывы от большинства критиков, успешными оказались и кассовые сборы.
В 1952 году Грейбл начала пересматривать свой контракт с «Fox». Она просила повысить ей зарплату и возможность сниматься только в тех фильмах, в которых она хотела. Студия отказала ей, и она объявила забастовку, из-за чего в фильме «Джентльмены предпочитают блондинок» (1953) её заменили на Мэрилин Монро. В конце 1952 года она должна была начать сниматься в фильме «Девушка по соседству» (1953), лёгкой музыкальной комедии, но после того, как она не явилась на съёмки, студия заменила её на Джун Хэвер.

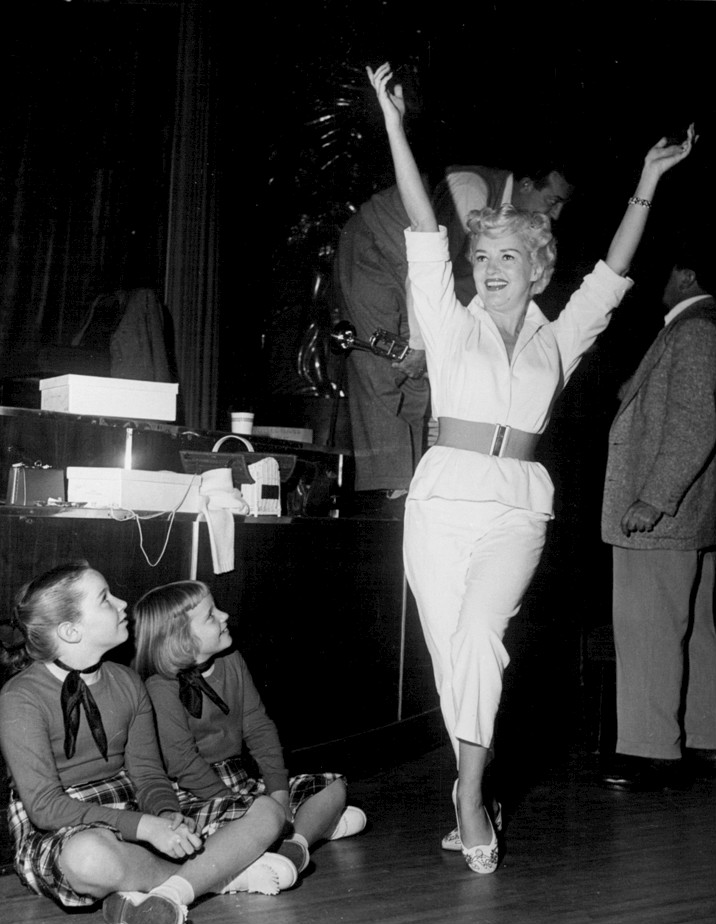
Дочери Бетти Грейбл Виктория Элизабет и Джессика смотрят, как она репетирует свой дебют на телевидении в «Душ для звёзд» (1954).

Спустя год после съёмок Грейбл неохотно приняла предложение «Fox» и согласилась на съёмки в музыкальном ремейке «Фермер забирает жену» (1953). Этот фильм был попыткой студии вернуть успех Грейбл, но, несмотря на то что в фильме снимался популярный Дейл Робертсон, фильм был разгромлен критиками и провалился в прокате.
Затем она снялась в фильме «Как выйти замуж за миллионера» (1953), романтическая комедия о трёх девушках-моделях, которые мечтают выйти замуж за миллионера, где также снимались Мэрилин Монро и Лорен Бэколл. Ходили слухи, что во время съёмок фильма Грейбл и Монро не ладили друг с другом. Предполагалось, что Грейбл, чья карьера шла на спад, завидовала Монро, которая тогда становилась новоиспечённой звездой «Fox» и, вероятно, даже неофициальным преемником Грейбл. Но на самом деле обе девушки ладили друг с другом. По слухам, Грейбл сказала Монро: «Иди, получи свою порцию мёда! Я свою уже получила». После выхода фильм стал триумфом, собрав в прокате около 8 миллионов долларов.
Отказавшись от главной роли в фильме Ирвинга Берлина «Нет такого бизнеса, как шоу-бизнес» (1954), Грейбл вновь отстранили от контракта. Впервые за 15 лет Грейбл снялась вне студии «Fox», в фильме «Пьеса для троих» (1955) для студии Columbia, где кроме неё снялись и другие талантливые личности: Джек Леммон, Мардж и Гауэр Чэмпион. Критики назвали фильм «лёгким и весёлым» и отметили, что «он действительно поможет Грейбл вернуться на большой экран». В прокате фильм собрал очень скромную кассу, особенно за рубежом. Она согласилась на съёмки в фильме «Как быть очень, очень популярным» (1955) для студии «Fox» после того, как ей сказали, что Мэрилин Монро будет сниматься с ней в паре. Но Монро выбыла из проекта, и её заменили на Шири Норт. Выход фильма сопровождала массовая реклама, но, несмотря на всю шумиху, фильм не оправдал свои затраты и многие критики жаловались на отсутствие химии между Грейбл и Норт. Однако фильм был успешен в прокате, собрав более 3,7 миллионов долларов. Этот фильм оказался последним в её карьере. В 1955 году она пробовала вернуться в кино, снявшись в фильме Сэмюэла Голдвина «Парни и куколки» (1955) в роли мисс Аделаиды. Но её обошла Вивиан Блейн, которая ранее играла эту роль на Бродвее. После этого она окончательно завершила кинокарьеру.
Позже Грейбл нашла новые главные роли в театрах Лас-Вегаса, где уже выступал её муж Гарри Джеймс. Она также принимала участие в крупных постановках в Лас-Вегасе, таких как «Хелло, Долли!». В одноимённой постановке на Бродвее она выступила и в 1967 году.

## Личная жизнь

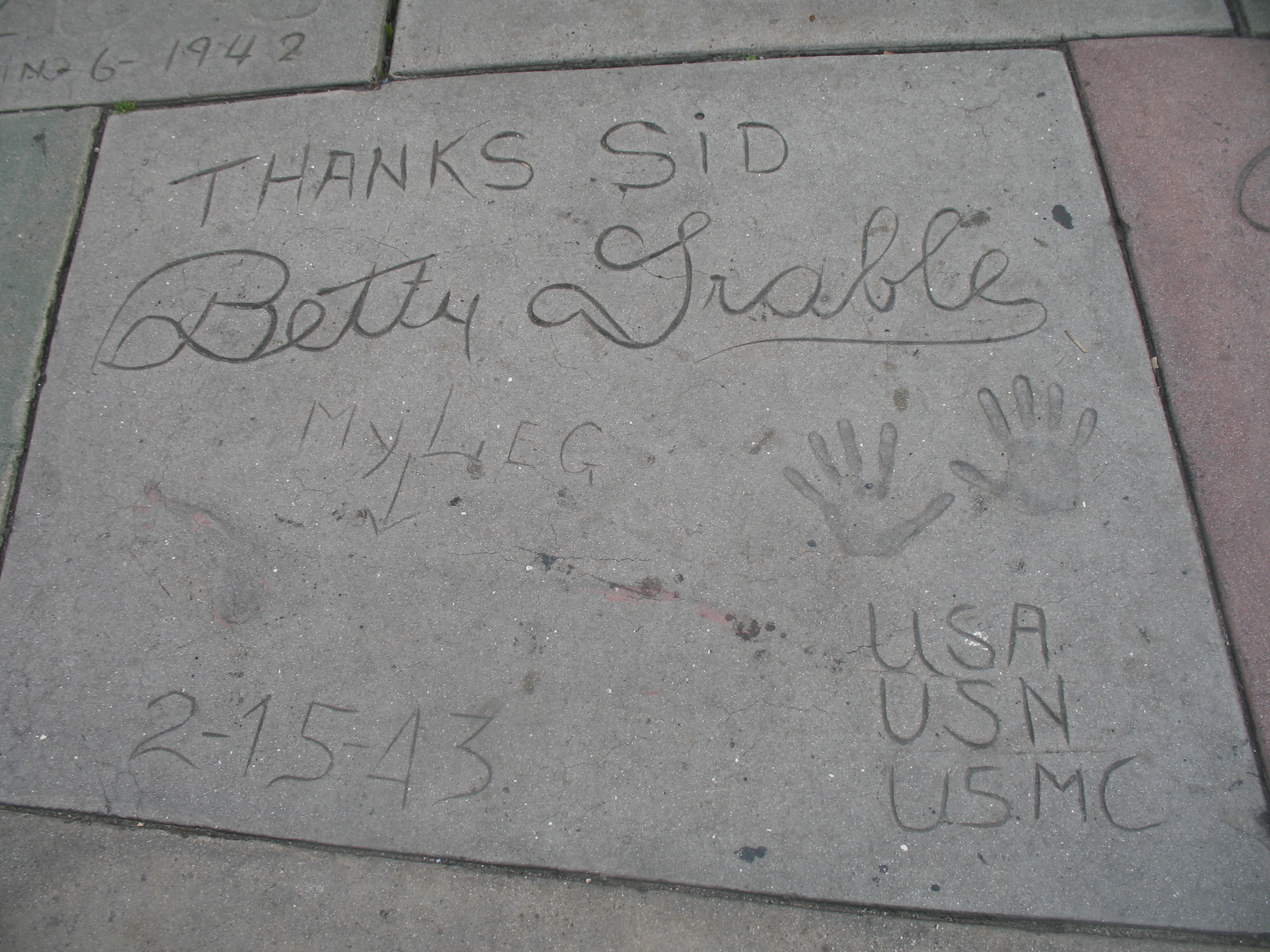
Отпечатки рук и подпись Грейбл перед Китайским театром Граумана.

Грейбл вышла замуж за первого в истории ребёнка-актёра Джеки Кугана в 1937 году. У Кугана был большой стресс из-за судебных разбирательств с его отчимом Бернтштейном по поводу денег Джеки, заработанных им в детстве, и пара развелась в 1939 году. В 1943 она вышла замуж за трубача Гарри Джеймса.
В этом браке у неё родились две дочери: Виктория Элизабет (род. 1944) и Джессика (род. 1947). За 22 года брака Грейбл настрадалась от пьяных выходок и супружеских измен Джеймса, а в 1965 году они развелись. После этого Грейбл вступила в отношения с танцором Бобом Ремиком, который был младше её на несколько лет. Эти отношения продлились до самой её смерти в 1973 году.

## Смерть

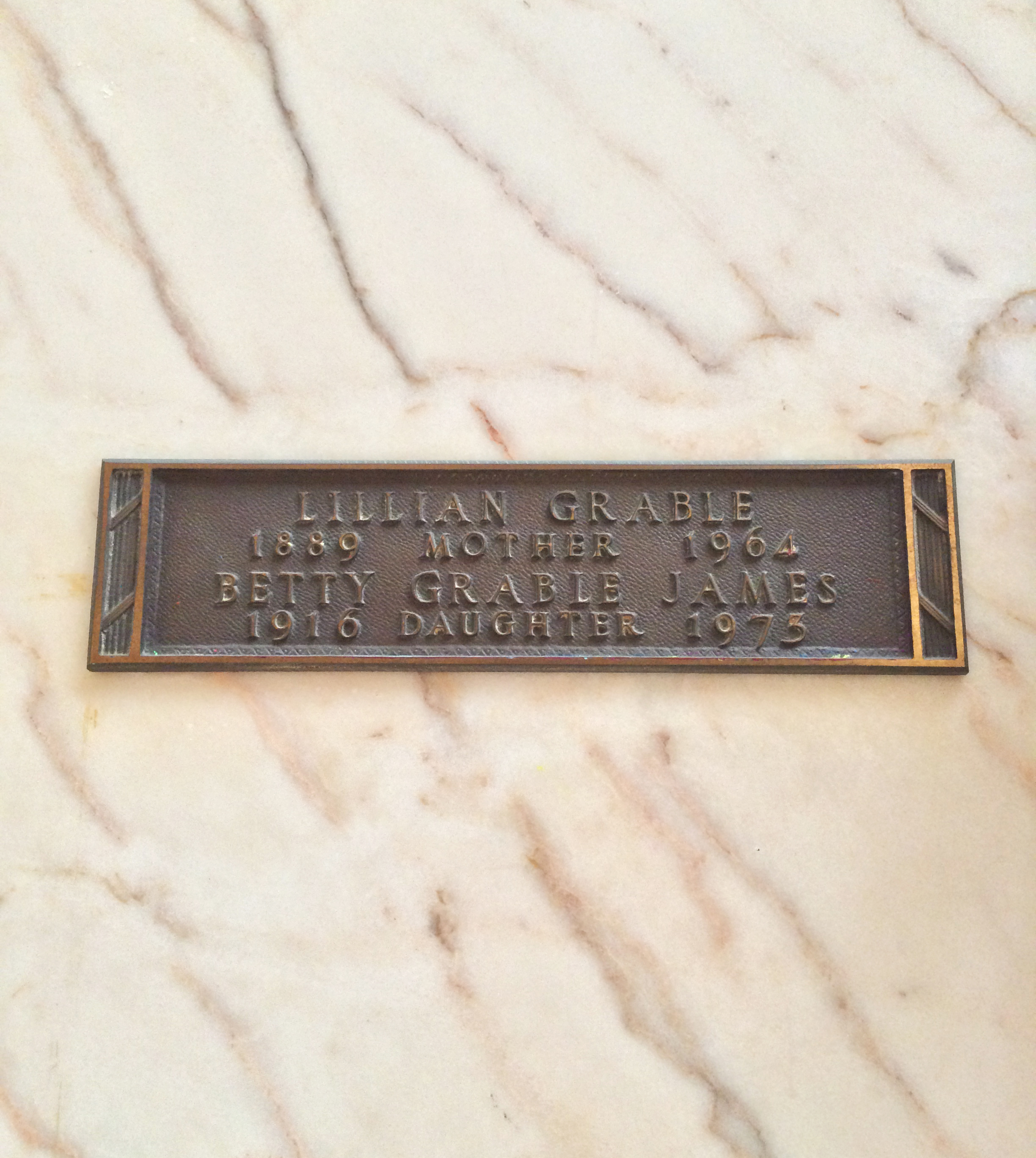
Надгробие Грейбл на кладбище Инглвуд-Парк

2 июля 1973 года Грейбл умерла от рака лёгких в возрасте 56 лет в Лос-Анджелесе, штат Калифорния. Её похороны состоялись спустя два дня. На них присутствовали бывший муж Гарри Джеймс, а также звёзды Голливуда Дороти Ламур, Ширли Бут, Митци Гейнор, Джонни Рей, Дон Амичи, Сизар Ромеро, Джордж Рафт, Элис Фэй и Дэн Дэйли. Во время похорон на церковном органе исполняли балладу «У меня была безумная мечта» (англ. I Had the Craziest Dream) из мюзикла «Весна в скалистых горах» (1942). Она была похоронена на кладбище Инглвуд-Парка в Инглвуде, штат Калифорния.

## Наследие
У Грейбл есть своя персональная Звезда на Голливудской «Аллее славы» за вклад и развитие киноиндустрии. Она находится на Голливудском бульваре, её номер — 6525. Своя звезда у неё есть и на Сент-Луисской «Аллее славы», также её бронзовый бюст находится в «Зале знаменитых миссурийцев».
Её знаменитую пин-ап фотографию журнал Time назвал одной из 100 самых влиятельных фотографий за всё время, учитывая, какое место она занимала в сердцах американских солдат во время Второй мировой войны. Позднее этот снимок был включён журналом Life в список «100 фотографий, которые изменили мир».

## Работы на сцене
| Годы            | Русское название   | Оригинальное название |
| --------------- | ------------------ | --------------------- |
| 1932            | Сказочные сплетни  | Tattle Tales          |
| 1939            | ДюБарри была дамой | DuBarry Was a Lady    |
| 1962, 1968      | Парни и куколки    | Guys and Dolls        |
| 1965-1967, 1971 | Хелло, Долли!      | Hello, Dolly!         |
| 1968-1970, 1973 | Рождённая вчера    | Born Yesterday        |
| 1969            | Белль Старр        | Belle Starr           |

## Радио-постановки
| Год  | Программа                  | Постановка                     |
| ---- | -------------------------- | ------------------------------ |
| 1942 | Command Performance        |                                |
| 1946 | Lux Radio Theatre          | Кони-Айленд                    |
| 1949 | Suspense                   | Медное ситечко для чая         |
| 1950 | Screen Directors Playhouse | Когда моя крошка улыбается мне |
| 1952 | Lux Radio Theatre          | Мой голубой рай                |

### на английском языке
- Billman, Larry (1993). Betty Grable: A Bio-bibliography. Westport, Conn: Greenwood Press, 328 pages. ISBN 978-0-313-28156-3
- McGee, Tom (1997). Betty Grable: The Girl with the Million Dollar Legs. Vestal Press, 416 pages. ISBN 978-1-879511-15-6
- Pastos, Spero (1986). Pin-up, The Tragedy of Betty Grable. Putnam Publishing Group, 175 pages. ISBN 978-0-399-13189-9
- Sonneborn, Liz (2014). A to Z of American Women in the Performing Arts. Infobase Publishing, 273 pages. ISBN 978-1-4381-0790-5
- Warren, Doug (1981). Betty Grable : The Reluctant Movie Queen. New York: St. Martin’s Press, 237 pages. ISBN 978-0-312-07732-7